# Baltimore-Washington Parkway
La Baltimore-Washington Parkway est une route gratuite de l'État du Maryland, aux États-Unis, qui relie les villes de Baltimore et de Washington, D.C.. Une partie de la route est entretenue par le National Park Service, en hommage à Gladys Noon Spellman.

## Propriétaires
Environ 50 % de la route appartient au National Park Service (cette portion est interdite aux camions). La plus grande partie restante appartient à l'État du Maryland, tandis que la portion la plus au nord, qui fait environ 2,5 km, appartient à la ville de Baltimore.

## Histoire
Déjà dans les années 1920, des entreprises de Baltimore et de Washington réclamaient une route gratuite entre les deux villes. Des politiciens reprirent l'idée dans leurs projets de campagne électorale.
Le tracé du projet de la route fut modifié plusieurs fois avant d'atteindre son tracé actuel. Il fallut également que d'autres facteurs apparaissent pour que les travaux soient lancés : la saturation des autres routes existantes, la liaison à l'aéroport international Thurgood Marshall et le lancement du New Deal.
La construction de la portion Nord du tracé débuta en 1947 et se termina en 1952, alors que le segment sud du National Park Service fut seulement lancé en 1950 et terminé en 1954. Les véhicules pouvaient ainsi joindre les deux villes en 45 minutes. Après la fin de la construction de nombreuses agences fédérales de la capitale furent déplacées en banlieue pour éviter le risque d'attaques nucléaires en pleine guerre froide. Cela mena à l'apparition de nombreuses nouvelles localités près de la route comme Laurel, Severn, Bowie et Greenbelt.
En 1963, un projet visa à faire passer la portion du National Park Service sous la tutelle de l'État du Maryland, dans le but de rénover la route pour remplir les standards de l'époque tout en permettant le passage des camions. Ce projet échoua car le Maryland ne souhaitait pas payer seul le coût des améliorations de la route bien que celle-ci devenait dangereuse et obsolète. En 1968, un projet visa à transformer la route en autoroute inter-État (Interstate 295). Par manque de fonds pour améliorer la route, le projet fut également abandonné sauf pour une toute petite portion. En 2002, la route fut toutefois rénovée en partie pour un montant de 177 millions de dollars, sans pour autant atteindre le niveau requis pour en faire une Interstate.

## Comtés traversés
- Comté du Prince George
- Comté d'Anne Arundel
- Comté de Baltimore
- Cité-comté de Baltimore

## Villes et cités traversées
- Washington D.C.
- Bladensburg
- Greenbelt
- Laurel
- Jessup
- Linthicum
- Lansdowne
- Baltimore